# Potanichthys xingyiensis
Potanichthys xingyiensis (лат.) — летучая рыба, жившая на территории Китая в середине триасового периода (около 230—240 миллионов лет назад).
У Potanichthys xingyiensis развиты грудные плавники, как у современных летающих рыб, асимметричная форма хвоста, что указывает на способность рыбы к полётам для затяжных прыжков над водой. Potanichthys не являются предками современных летучих рыб. Их отнесли к вымершему семейству Thoracopteridae.